# Festa del Cinema di Roma 2017
La 12ª edizione della Festa del Cinema di Roma si è tenuta a Roma dal 26 ottobre al 5 novembre 2017 presso l'Auditorium Parco della Musica.
La manifestazione è stata aperta dal film Hostiles - Ostili di Scott Cooper, mentre The Place di Paolo Genovese è stato il film di chiusura. Anche in questa edizione, gestita per il terzo anno da Antonio Monda, non ci sono cerimonie e concorsi, ma viene assegnato solamente il Premio del pubblico BNL.
Il Premio del pubblico BNL è stato vinto da Borg McEnroe di Janus Metz.

## Selezione ufficiale
- Abracadabra, regia di Pablo Berger (Spagna, Francia, Belgio)
- Eterno femminile (Los Adioses), regia di Natalia Beristain (Messico)
- In Blue, regia di Jaap van Heusden (Paesi Bassi)
- Borg McEnroe, regia di Janus Metz (Svezia, Danimarca, Finlandia)
- Cabros de Mierda, regia di Gonzalo Justiniano (Cile)
- C'est la vie - Prendila come viene (Le Sens de la fête), regia di Éric Toledano e Olivier Nakache (Francia)
- Cuernacava, regia di Alejandro Andrade Pease (Messico)
- Detroit, regia di Kathryn Bigelow (Stati Uniti d'America)
- Ferrari: Race to Immortality, regia di Daryl Goodrich (Regno Unito)
- O Filme da Minha Vida, regia di Selton Mello (Brasile)
- Hikari, regia di Tatsushi Omori (Giappone)
- Hostiles - Ostili (Hostiles), regia di Scott Cooper (Stati Uniti d'America)
- The Hungry, regia di Bornila Chatterjee (India, Regno Unito)
- Tonya (I, Tonya), regia di Craig Gillespie (Stati Uniti d'America)
- Kanojo ga sono na wo shiranai toritachi, regia di Kazuya Shiraishi (Giappone)
- Il piccolo crociato (Křižáček), regia di Václav Kadrnka (Repubblica Ceca, Slovacchia, Italia)
- Last Flag Flying, regia di Richard Linklater (Stati Uniti d'America)
- La truffa dei Logan (Logan Lucky), regia di Steven Soderbergh (Stati Uniti d'America)
- Love Means Zero, regia di Jason Kohn (Stati Uniti d'America)
- Mademoiselle Paradis, regia di Barbara Albert (Austria, Germania)
- Maria by Callas: In Her Own Words, regia di Tom Volf (Francia)
- Mio figlio (Mon garçon), regia di Christian Carion (Francia)
- Mudbound, regia di Dee Rees (Stati Uniti d'America)
- Nadie nos mira, regia di Julia Solomonoff (Argentina, Colombia, Brasile, Stati Uniti d'America)
- One of These Days, regia di Nadim Tabet (Libano)
- The Only Living Boy in New York, regia di Marc Webb (Stati Uniti d'America)
- Prendre le large, regia di Gaël Morel (Francia)
- Una questione privata, regia di Paolo Taviani e Vittorio Taviani (Italia, Francia)
- Scotty and the Secret History of Hollywood, regia di Matt Tyrnauer (Stati Uniti d'America)
- Skyggenes dal, regia di Jonas Matzow Gulbrandsen (Norvegia)
- Stronger - Io sono più forte (Stronger), regia di David Gordon Green (Stati Uniti d'America)
- Tormentero, regia di Rubén Imaz (Messico, Colombia, Repubblica Dominicana)
- All That Divides Us - Amore criminale (Tout nous sépare), regia di Thierry Klifa (Francia)
- Trouble No More, regia di Jennifer Lebeau (Stati Uniti d'America)
- La vida y nada más, regia di Antonio Méndez Esparza (Spagna, Stati Uniti d'America)
- Who We Are Now, regia di Matthew Newton (Stati Uniti d'America)

### Tutti ne parlano
- Babylon Berlin (Germania) - serie TV presentazione dei primi due episodi
- Insyriated, regia di Philippe Van Leeuw (Belgio, Francia, Libano)
- Mzevlebi, regia di Rezo Gigineishvili (Georgia, Polonia, Russia)
- The Party, regia di Sally Potter (Regno Unito)
- Une prière avant l'aube, regia di Jean-Stéphane Sauvaire (Francia, Regno Unito)
- Promised Land, regia di Eugene Jarecki (Stati Uniti d'America, Germania)

### In collaborazione con Alice nella città
- I racconti di Parvana (The Breadwinner), regia di Nora Twomey (Irlanda, Canada, Lussemburgo)
- Mazinga Z Infinity (Mazinger Z Infinity), regia di Junji Shimizu (Giappone)
- Saturday Church, regia di Damon Cardasis (Stati Uniti d'America)
- Addio fottuti musi verdi, regia di Francesco Ebbasta (Italia)

### Eventi speciali
- The Place, regia di Paolo Genovese (Italia)
- Nysferatu - Synphony of a Century, regia di Andrea Mastrovito (Stati Uniti d'America)
- Da'wah, regia di Italo Spinelli (Indonesia)
- Spielberg, regia di Susan Lacy (Stati Uniti d'America)
- Good Food, regia di Dario Acocella (Italia) - cortometraggio